# Collabium chinense
Collabium chinense är en orkidéart som först beskrevs av Robert Allen Rolfe, och fick sitt nu gällande namn av Tang och Fa Tsuan Wang. Collabium chinense ingår i släktet Collabium, och familjen orkidéer. Inga underarter finns listade i Catalogue of Life.